# 髙田彪我
髙田 彪我（たかだ ひょうが、2001年10月23日 - ）は、日本のタレント、歌手、俳優である。東京都出身。スターダストプロモーション所属。EBiDAN、さくらしめじのメンバーである。

## 略歴
2012年5月、原宿でスカウトされ、EBiDANのメンバーとして芸能活動を開始。
2014年、同じくEBiDANのメンバーである	田中雅功とフォークデュオ「ガク&ヒョウガ」（後に「さくらしめじ」に改名）を結成、音楽活動を開始。
2015年3月、「さくらしめじ」としてインディーズデビュー。
同年10月、フジテレビ系『5→9〜私に恋したお坊さん〜』にてドラマに初出演。かわいらしい容姿で話題になる。

## 人物
趣味は小学6年生のときに始めたギター。特技はダンス、変顔。「てぃーけーじー」という曲ができるほど卵かけご飯が好きである。だが、最近ではあまり卵かけご飯を食べていないという
初出演ドラマ『5→9〜私に恋したお坊さん〜』での役は女装男子で、数百人が参加したオーディションにおいて男の子と女の子のフォークデュオだと勘違いされたと言うほどのかわいらしい顔つきと完璧な女装で役を勝ち取り、演技経験もほとんどないながら異例の抜擢になった。女装も初体験だったことから、プロデューサーや共演者である石原さとみからアドバイスをもらったという。
さいたまスーパーアリーナでワンマンライブを行うことを目標にしている。

## 出演

### テレビドラマ
- 5→9〜私に恋したお坊さん〜（2015年10月12日 - 12月14日、フジテレビ） - 里中由希 役[5]
- 家族ノカタチ（2016年1月17日 - 3月20日、TBS） - 永里浩太 役[9]
- FAKE MOTION-卓球の王将-（2020年4月9日 - 5月28日、日本テレビ） - 倉本 役
- 連続テレビ小説 おかえりモネ 第12回 - 第120回（2021年6月1日 - 10月29日、NHK総合） - 早坂悠人 役[10][11]

### バラエティ番組
- 「家族ノカタチ」直前SP!香取慎吾と上野樹里が独身こじらせバトル!!（2016年1月17日、TBS系）[12]
- 『痛快TV スカッとジャパン』- 石川晟也の同級生 石津拓海 役（2019年1月28日、フジテレビ系）
- 第72回NHK紅白歌合戦（2021年12月31日、NHK総合・ラジオ第1）[13]

### ドキュメンタリー
- NHKスペシャル 新・ドキュメント太平洋戦争（NHK総合）
  - 「1941 第1回 開戦（前編）」（2021年12月4日）- 朗読
  - 「1941 第1回 開戦（後編）」（2021年12月5日）- 朗読

### 映画
- 始まりも終わりもない（2013年）

### CM
- 栄光ゼミナール（2012年10月 - 2015年8月）

### 舞台
- FAKE MOTION 2021 SS LIVE SHOW（2021年3月25日 - 26日、東京ガーデンシアター） - 倉本 役